# Mercedes Bustamante
Mercedes Maria da Cunha Bustamante (24 de setembro de 1963) é uma bióloga, pesquisadora e professora universitária chileno-brasileira. Foi presidente da Coordenação de Aperfeiçoamento de Pessoal de Nível Superior (CAPES).
Comendadora da Ordem Nacional do Mérito Científico e membro titular da Academia Brasileira de Ciências, Mercedes é professora associada da Universidade de Brasília.

## Biografia
Mercedes nasceu no Chile, em 1963. Fez sua carreira no Brasil. Formou-se em 1984 em Ciências Biológicas na Universidade do Estado do Rio de Janeiro. Fez mestrado em Ciências Agrárias na Universidade Federal de Viçosa (1988) e doutorado em Geobotânica na Universidade de Trier (1993).
Tem desenvolvido relevante atividade ligada à pesquisa do aquecimento global e é considerada uma das principais especialistas sobre o Cerrado brasileiro. É uma voz ativa na defesa deste bioma.
Participa de grupos de pesquisa e comitês nacionais e internacionais de alto nível. Recebeu em 2007 o Prêmio Cláudia na categoria Ciências pelo seu trabalho com o manejo e preservação de áreas nativas, e o título Mulher do Ano na categoria Ciências pelos seus estudos sobre o Cerrado. Em 2009 recebeu o Prêmio Verde das Américas no IX Encontro Verde das Américas.
Participou do grupo internacional de pesquisa LAB, que estudou as relações da Amazônia com o equilíbrio do clima. É membro do Painel Brasileiro de Mudanças Climáticas (PBMC), co-coordenadora do seu Comitê Científico, co-coordenadora do Grupo de Trabalho "Mitigação" e coordenou o Volume 3 do 1º Relatório do PBMC. Entre 2010 e 2013 representou a América Latina na International Nitrogen Initiative. Fez parte do Comitê Científico do relatório sobre o óxido nitroso do Programa das Nações Unidas para o Meio Ambiente e por cinco anos fez parte do Comitê Científico do Programa Internacional Geosfera-Biosfera do Conselho Internacional de Ciência. Foi coordenadora geral de Gestão de Ecossistemas e diretora de Políticas e Programas Temáticos do Ministério da Ciência, Tecnologia e Inovação. De 2011 a 2014 integrou o Painel Intergovernamental sobre Mudanças Climáticas (IPCC), co-coordenando o capítulo "Agriculture, Forestry and Other Land Uses" do 5º Relatório do IPCC. Foi uma das coordenadores do primeiro estudo que demonstrou a ligação entre a emissão de gases estufa e a pecuária no Brasil.
É membro da Sociedade Brasileira para o Progresso da Ciência, do Conselho Superior da Fundação de Apoio à Pesquisa do Distrito Federal e conselheira do Instituto de Pesquisa Ambiental da Amazônia. Também integra o grupo de especialistas  Climate Crisis Advisory Group, que elabora recomendações com base em evidências científicas voltadas à mitigação das mudanças climáticas.
Em janeiro de 2023 foi anunciada pelo ministro da Educação Camilo Santana, como presidente da Coordenação de Aperfeiçoamento de Pessoal de Nível Superior (CAPES), fundação do Ministério da Educação que fomenta o desenvolvimento e implantação dos cursos de mestrado e doutorado (stricto sensu) no país. Desde 2007, o CAPES passou também a fomentar a formação de professores da educação básica.